# 1977년 뉴욕 영화 비평가 협회상
제43회 뉴욕 영화 비평가 협회상은 1977년 영화를 대상으로 하는 시상식이다.

## 수상 및 후보

### 작품상
- 애니 홀

### 감독상
- 애니 홀 - 우디 앨런 수상

### 각본상
- 애니 홀 - 우디 앨런 수상
- 애니 홀 - 마셜 브릭맨 수상

### 여우주연상
- 애니 홀 - 다이안 키튼 수상

### 남우주연상
- 프로비던스 - 존 길구드 수상

### 여우조연상
- 세 여인 - 씨씨 스페이식 수상

### 남우조연상
- 줄리아 - 맥시밀리안 쉘 수상